# Autobahnkreuz Schüttorf
Das Autobahnkreuz Schüttorf (Abkürzung: AK Schüttorf; Kurzform: Kreuz Schüttorf) ist ein Autobahnkreuz in Niedersachsen bei Nordhorn. Es verbindet die Bundesautobahn 30 (Bad Bentheim—Bad Oeynhausen; E 30) mit der Bundesautobahn 31 (Emden—Bottrop).

## Geografie
Das Kreuz liegt im südlichen Emsland auf dem Gebiet der Gemeinden Salzbergen, Emsbüren (Landkreis Emsland) und der Stadt Schüttorf (Landkreis Grafschaft Bentheim). Somit verläuft durch das Kreuz auch die Grenze zwischen den beiden Landkreisen. Es befindet sich etwa 30 km nordöstlich von Enschede, etwa 55 km westlich von Osnabrück und etwa 20 km südlich von Lingen.
Das Autobahnkreuz Schüttorf trägt auf der A 30 die Anschlussstellennummer 5, auf der A 31 die Nummer 27.

## Geschichte
Am 19. Dezember 2004 wurde es mit dem Lückenschluss der A 31 zwischen den Anschlussstellen Lingen und Schüttorf-Ost für den Verkehr freigegeben und bildet seitdem die direkte Verbindung zwischen dem Ruhrgebiet und der Nordsee. Die Bauarbeiten begannen mit der Sprengung der alten Brücke der L 40 über die A 30 am jetzigen Standort des Kreuzes am 7. Dezember 2002. Zuvor wurde die L 40 nach Westen verlegt. Voraussetzung hierfür waren der Abriss einer weiteren Brücke über die A 30 am 1. September 2001 sowie die Errichtung sechs neuer Bauwerke, u. a. die Überführung der neuen L 40 über die A 31 in der Anschlussstelle Emsbüren, die zusammen mit dem nördlichen Bauabschnitt im April 2002 für den Verkehr freigegeben wurde. Anschließend konnte mit dem Neubau der Brücke und des Autobahnkreuzes begonnen werden.

## Bauform und Ausbauzustand
Beide Autobahnen sind vierstreifig ausgebaut. Die Verbindungsrampen sind einspurig ausgeführt. Auf der A 30 bildet das Autobahnkreuz eine Doppelanschlussstelle mit der AS Schüttorf-Nord.
Das Autobahnkreuz wurde als Kleeblatt angelegt.

## Verkehrsaufkommen
Das Kreuz wird täglich von rund 60.000 Fahrzeugen befahren.
| Von                      | Nach                 | Durchschnittliche tägliche Verkehrsstärke | Anteil Schwerlastverkehr |
| ------------------------ | -------------------- | ----------------------------------------- | ------------------------ |
| AS Schüttorf-Nord (A 30) | AK Schüttorf (A 31)  | 28.700                                    | 34,9 %                   |
| AK Schüttorf (A 31)      | AS Salzbergen (A 30) | 34.800                                    | 33,9 %                   |
| AS Schüttorf-Ost (A 31)  | AK Schüttorf (A 30)  | 29.100                                    | 18,9 %                   |
| AK Schüttorf (A 30)      | AS Emsbüren (A 31)   | 26.900                                    | 18,3 %                   |